# محمد بن أحمد النبهان الحلبي
محمّد بن أحمد بن نبهان (1318-1394 هـ)، عالم إسلامي حلبي، عرف بالنّبهان والنّبهاني ونبهان بن حمود بن خضر، وَبـهِ يدعى قومه بالخضيرات ويرجع نسبهم إلى القبائل الزبيدية. أما نسبه من جهة أمّه فوالدته فاطمة بنت محمود بن عبد العزيز بن خشمان، من ذرّية الإمام إبراهيم المرتضى بن الإمام موسى الكاظم إلى الإمام علي زين العابدين بن سيّدنا الإمام الحسين. ولد يوم الخميس في الثامن من ربيع الأول سنة 1318 هـ عام 1902م.

## حياته
ولد في حي (باب النيرب) وهو حي شعبي من أحياء حلب القديمة، كان والده الحاج أحمد يعمل بالتجارة والبيع والشراء فعمل معه وساعده في تجارته، تعلم القرآن الكريم، ولازم العلماء وجالس العلم، فأحبوه لما لمسوا من ذكائه وفطنته وكان في مقدمتهم الشيخ محمد نجيب سراج، والشيخ محمد سعيد الإدلبي.
ترك التجارة ليكمل تعليمه في المدرسة الشرعية / الخسروية، ونال منها شهادة، ثم سافر إلى مصر، والتقى هناك بكبار العلماء كالشيخ محمد بخيت، والشيخ محمد عبده، والشيخ زاهد الكوثري، والشيخ محمد أبو زهرة، وعاد إلى حلب، حيث التقى بشيخ الطريقة النقشبندية الشيخ محمد أبو النصر سليم خلف النقشبندي الحمصي، فأحبه الشيخ محبة عظيمة، وأجازه بالطريقة النقشبندية إجازة مطلقة.
شغل وظيفة الإمامة في جامع باب الأحمر ؛ ومن هذا الجامع انتقل إلى جامع الكلتاوية بعد أن كثر أتباعه، عمل على بناء مدرسة شرعية وراح يساعد العمال في نقل الحجارة ومواد البناء بعد أن أبدى من حوله من التجار وأصحاب الأعمال استعدادهم للمشاركة. كما أسس جمعية خيرية سميت بجمعية النهضة الإسلامية لمساعدة الفقراء والمساكين والأسر الفقيرة والأرامل واليتامی؛ وكان أعضاء هذه الجمعية والمساهمون فيها من كبار التجار، كما عمل في الزراعة، وكانت له أرض واسعة يزرعها ويشتري المواشي ويربيها.
استقر الشيخ محمد النبهان في جامع الكلتاوية ، واشترى الدار الملاصقة للجامع لتكون بيتا له التي أضحت مركز استقطاب العلماء من كل مكان، إذ زاره كبار علماء العالم الإسلامي، من أمثال: الشيخ عبد العزيز البدري من العراق، والشيخ قاسم القيسي مفتي العراق، وعدد من علماء مصر، وعلماء المغرب العربي.

## وفاته
توفي في شعبان 1394 الموافق 24 آب 1974م، ودفن في غرفة تابعة للجامع كان مكانها في الأصل مقبرة.